# Кинбаскет (водохранилище)
Кинбаскет (англ. Kinbasket Lake) — водохранилище на юго-востоке Британской Колумбии, Канада. Объём воды — 24,67 км³.

## География
Водохранилище расположено на реке Колумбия, севернее городов Ревелстоук и Голден. Создано в 1973 году после окончания строительства плотины Мика-Дам, состоит из двух рукавов, бьефов — бьеф Колумбия на юге и бьеф Каноэ на севере. Первоначальное маленькое естественное озеро было названо Кинбаскет в 1866 году в честь вождя местного индейского племени. Современное водохранилище было названо Мак-Нотон в честь генерала Эндрю Мак-Нотона в 1973 году, но уже в 1980 году ему вернули первоначальное наименование, хотя на многих картах оно по-прежнему обозначается как Мак-Нотон.